# نبيهة أكاري
نبيهة أكاري (بالفرنسية: Nabiha Akkari)‏ (ولدت في السادسةِ من سبتمبر 1985) ممثلة فرنسية، كتابة، مغنية، مكتشفة.

## حياتها الشخصية
ولدت بييهة من أبوين تونسيين .تدربت فنيّا في المعهد الموسيقي من عام 1996 إلى 2000 حيث حضرت صفوف المسارح مع شركة Leygurande.
ومنذ عام 2005 بدأت شاهدت المسارح في مركز الفن حيث كانت تتابع دورات في المسارح والغناء تحت إشراف جاك مورناس.ثم أتيحت لها الدراسة مرة أخرى حتى نصل إلى سيدني.في عام 2011 ظهرت لأول مرة في السينما الإيطالية كدور الممثلة فرح في فيلم bella giornata che من تأليف Gennaro Nunziante ، مع تشيكو زالوني. عاشت في باريس تحدث اللغة بطلاقة بالأضافة إلى أربع لغات أخرى الفرنسية، الإسبانية، الإنجليزية، العربية .

## وصلات خارجية
- نبيهة أكاري على موقع IMDb (الإنجليزية)
- نبيهة أكاري على موقع ألو سيني (الفرنسية)
- نبيهة أكاري على موقع قاعدة بيانات الفيلم (الإنجليزية)
- نبيهة أكاري على موقع كينوبويسك (الروسية)